# Parafia Trójcy Przenajświętszej w Lublinie
Parafia Trójcy Przenajświętszej w Lublinie – parafia rzymskokatolicka w Lublinie, należąca do archidiecezji lubelskiej i Dekanatu Lublin – Wschód. Została erygowana 12 stycznia 1993. Obejmuje ulice: Doświadczalna, Jagiełły, Królowej Jadwigi. Kościół parafialny wybudowany w latach 1994–1998. Mieści się przy ulicy Władysława Jagiełły.